# الغويرياس ديل نينيو بيرديدو
بلدية الغويرياس ديل نينيو بيرديدو (بالإسبانية: Alquerías del Niño Perdido)‏، هي إحدى بلديات مقاطعة كاستيلون التي تقع في منطقة بلنسية، في شرق إسبانيا.
يبلغ عدد سكانها 3.866 نسمة وفقاً لإحصائية سنة (2006).